# E-rezydencja
E-rezydencja (ang. e-Residency) – program uruchomiony przez Republikę Estonii w 2014 roku, pozwalający osobom spoza Estonii uzyskać cyfrową tożsamość nadawaną przez rząd estoński. Status e-rezydenta umożliwia korzystanie z estońskich usług publicznych oraz prowadzenie działalności gospodarczej na odległość, bez potrzeby fizycznej obecności w Estonii. E-rezydencja nie jest tożsama z obywatelstwem, prawem pobytu ani rezydencją podatkową.

## Historia i założenia programu
Program został zapoczątkowany przez zespół estońskich urzędników i ekspertów pod przewodnictwem Taaviego Kotki, Siima Sikkuta i Ruth Annus, w oparciu o założenia Agendy Cyfrowej dla Estonii 2020. Celem programu miało być wzmocnienie pozycji Estonii jako lidera cyfrowych usług publicznych oraz promowanie kraju jako „nowego narodu cyfrowego” (the new digital nation).
Program bazuje na istniejącej estońskiej infrastrukturze cyfrowej, w tym na dowodzie osobistym z podpisem elektronicznym oraz systemie wymiany danych X-Road.

## Funkcjonalność i usługi
Posiadacze e-rezydencji uzyskują specjalny dokument z chipem, który umożliwia:
- elektroniczne podpisywanie dokumentów,
- zakładanie i prowadzenie spółek zarejestrowanych w Estonii,
- korzystanie z estońskich e-usług publicznych i podatkowych,
- zdalne zarządzanie działalnością gospodarczą z dowolnego miejsca na świecie.

Wniosek o e-rezydencję można złożyć online lub w estońskich placówkach dyplomatycznych. Wydanie dokumentu podlega opłacie administracyjnej.

## Statystyki i zakres
Według oficjalnych danych własnych programu do początku 2025 roku:
- e-rezydentami zostało ponad 124 300 osób,
- e-rezydenci założyli ponad 35 100 firm,
- w lutym 2025 roku złożono 1141 nowych wniosków i założono 400 firm,
- usługi dla e-rezydentów świadczy ponad 150 globalnych partnerów.

Według danych z lutego 2022 r., e-rezydentami najczęściej zostawali obywatele Rosji, Finlandii, Niemiec, Ukrainy i Chin.

## Znaczenie i wyzwania
Program e-rezydencji stanowi element globalnej promocji Estonii jako państwa cyfrowego. Pozwala na tworzenie firm zdalnych, integrację z rynkiem UE i przyczynia się do wzrostu gospodarczego. Jednocześnie, jak wskazuje Patryk Kuzior, program niesie za sobą wyzwania z zakresu cyberbezpieczeństwa oraz ryzyko nadużyć ze strony osób nieposiadających związków terytorialnych z Estonią. Estońskie prawo przewiduje możliwość odmowy, zawieszenia i unieważnienia e-rezydencji, jeśli wnioskodawca stanowi zagrożenie dla porządku publicznego lub bezpieczeństwa.
W odpowiedzi na wojnę Rosji przeciwko Ukrainie, w marcu 2022 roku estońska Policja i Straż Graniczna ograniczyła możliwość uzyskania e-rezydencji przez obywateli Rosji i Białorusi. Decyzje o wydaniu dokumentu dla tych narodowości są obecnie rozpatrywane indywidualnie, a pierwszorazowe wnioski nie są przyjmowane.